# Bernadette Huber
Bernadette Huber (* 1962 in Linz) ist eine österreichische bildende Künstlerin und Medienkünstlerin.

## Leben
Bernadette Huber besuchte die Pädagogische Akademie Linz. Sie jobbte an der Kunstuniversität Linz und an der Internationalen Sommerakademie für Bildende Kunst Salzburg als Aktmodell. 1997 absolvierte sie ein Gastjahr an der Medienhochschule Köln bei Valie Export. Danach arbeitete Huber als Schnittassistentin in der Klasse von Valie Export an der Sommerakademie Salzburg.
Artist in Residenz Aufenthalte absolvierte die Künstlerin in Krakau, Köln, Krumau, London, Rom, Malo und Paliano. 1983 wurde sie mit dem Preis der Stadt Linz ausgezeichnet, 1999 mit dem Staatsstipendium für Bildende Kunst und 2012 mit dem Gabriele-Heidecker-Preis. 2022 wurde Bernadette Huber für den Schiele Award nominiert.
Ihre Werke werden auf internationalen in Ausstellungen gezeigt, unter anderem im Egon Schiele Art Centrum Krumau, im Belvedere, im Wien Museum und im Leopold Museum. Bernadette Huber nahm an internationalen Film- und Videofestivals teil, z. B. 2000 und 2001 an der Diagonale in Graz, 2000 am internationalen Dokumentarfilmfestival in Marseille, am Pesaro Film Festival, am European Media Art Festival in Osnabrück und am Kasseler Dokumentarfilm- und Videofest.
Arbeiten von Bernadette Huber befinden sich in privaten und öffentlichen Sammlungen, zum Beispiel der Artothek des Bundes, der Kunstsammlung des Landes Oberösterreich und im Ursula-Blickle-Videoarchiv.
Bernadette Huber lebt und arbeitet in Steyr.

## Künstlerische Tätigkeit
Zu Beginn ihrer künstlerischen Tätigkeit malte und zeichnete Huber. Später wandte sie sich der Fotografie, der Computertechnologie, Film und Video zu. Sie wurde Medienkünstlerin. In ihren Arbeiten stellt sie Realitäten subtil in Frage und betrachtet den Alltag humoristisch aus feministischer Perspektive. Sie bildet Frauen und deren Sexualität ab, beschäftigt sich mit dem Thema Weiblichkeit im historischen Kontext und im Heute. Des Öfteren bricht sie mit Tabus. Huber erfand die Kunstfigur HuberNadette.
Bernadette Huber präsentiert ihre Arbeiten auch im öffentlichen Raum, um mit dem Betrachter in Beziehung zu treten und Diskussionen anzufachen. So zeigte sie beim Festival der Regionen 2011 am Bahnhof Attnang-Puchheim die Bodeninstallation Aussteigen, Umsteigen, Einsteigen und beim Festival der Regionen 2015 in Ebensee die Arbeit In die Luft schauen, bei der sie sich mit dem Thema Arbeitsmarkt auseinandersetzt. Dafür schickte sie zwei Botschaften mittels Flugbanner über Ebensee, eines mit dem Statement Wer nichts tut, fliegt, das zweite mit den Worten Suche Arbeit und ihrer Telefonnummer. In Steyr montierte Huber 2017 eine Arbeit aus der Serie Kunst, die berührt an einen öffentlichen Bus, der zwei Monate lang durch die Stadt fuhr.
2024 präsentierte sie im Linzer Mariendom die Videoinstallation Die heilige Familie auf einem überdimensionierten Mobiltelefon, das auf einem Podest angebracht war. Diese Arbeit wurde mutwillig beschädigt.

## Ausstellungsbeteiligungen und Projekte (Auswahl)
- 1998 Video-Computer-Lichtinstallation beim Werndl-Denkmal in Steyr, gemeinsam mit Tassilo Blittersdorff
- 1997 Bernadette Huber, Objekte und Videoinstallationen gemeinsam mit Anton S. Kehrer, Ausstellung im Förderprogramm des Landes Salzburg, Galerie im Traklhaus, Salzburg
- 2003 projektion, Videoinstallation im Frauenkommunikations- und Kulturzentrum, Wien und im Kulturforum M, Wien
- 2006 Voyeurin, Egon Schiele Art Centrum, Krumau[9]
- 2008 Brücken:Schlag. Die Czernowitzer Austria, Czernowitz (Ukraine), Beteiligung[10]
- 2010 Egon in Krumau, Videofilme, Egon Schiele Art Centrum, Krumau[11]
- 2010 Bar NADETTE. Die Macht des Tratsches, Steyr, gemeinsam mit Christina Hinterleitner
- 2011 Aussteigen, Umsteigen, Einsteigen, Beitrag zum Festival der Regionen, Attnang-Puchheim[12]
- 2011 Sonderausstellung Bernadette Huber, Lange Nacht der Museen, Leopold Museum Wien
- 2012 Der nackte Mann, Lentos Kunstmuseum Linz, Linz, Beteiligung[13]
- 2015 In die Luft schauen, Beitrag zum Festival der Regionen Schichtwechsel – Hackeln in Ebensee, Ebensee
- 2015 EUROart im Rahmen des Eurovision Song Contests, MuseumsQuartier, Wien
- 2015 Egon in Krumau (Videofilme aus 2010), Beitrag zur Ausstellung Wally Neuzil. Ihr Leben mit Egon Schiele, Leopold Museum, Wien
- 2016 Emilie Flöge – Reform der Mode, Inspiration der Kunst, gemeinsam mit Irene Andessner, Gustav Klimt Zentrum, Schörfling am Attersee.[14][15]
- 2016 Beitrag zu Sex in Wien. Lust. Kontrolle. Ungehorsam, Wien Museum
- 2017 Me Myself and I, Beitrag zur Ausstellung Die Kraft des Alters – Aging Pride, Belvedere, Wien
- 2018 Egon in Krumau, Animationsfilm, Beitrag zum Projekt Frauen schaun, Egon Schiele Art Centrum in Český Krumlov[16]
- 2021 weitertragen #3 Die Strumpfhose der vier Huberkinder, Beitrag zur Ausstellung Wilde Kindheit, Lentos Kunstmuseum Linz
- 2022 Flöge Flöge, Video zur Jubiläumsschau Ein Sommer wie damals, Gustav Klimt Zentrum, Schörfling am Attersee
- 2022 Memento mori, Videoinstallation, Museum Moderner Kunst Kärnten, Klagenfurt
- 2024 Die neue Familie, Arbeit im Rahmen der Ausstellungsreihe DonnaStage im Mariendom in Linz[17][18]

## Auszeichnungen
- 2012 Gabriele-Heidecker-Preis[19]
- 2013 WKOÖ-Kunstpreis 2013 (Sonderpreis in der Kategorie Film/Foto)
- 2017 Ehrenzeichen der Stadt Steyr[20]
- 2022 Schiele Award, Nominierung[1]